# Corniste

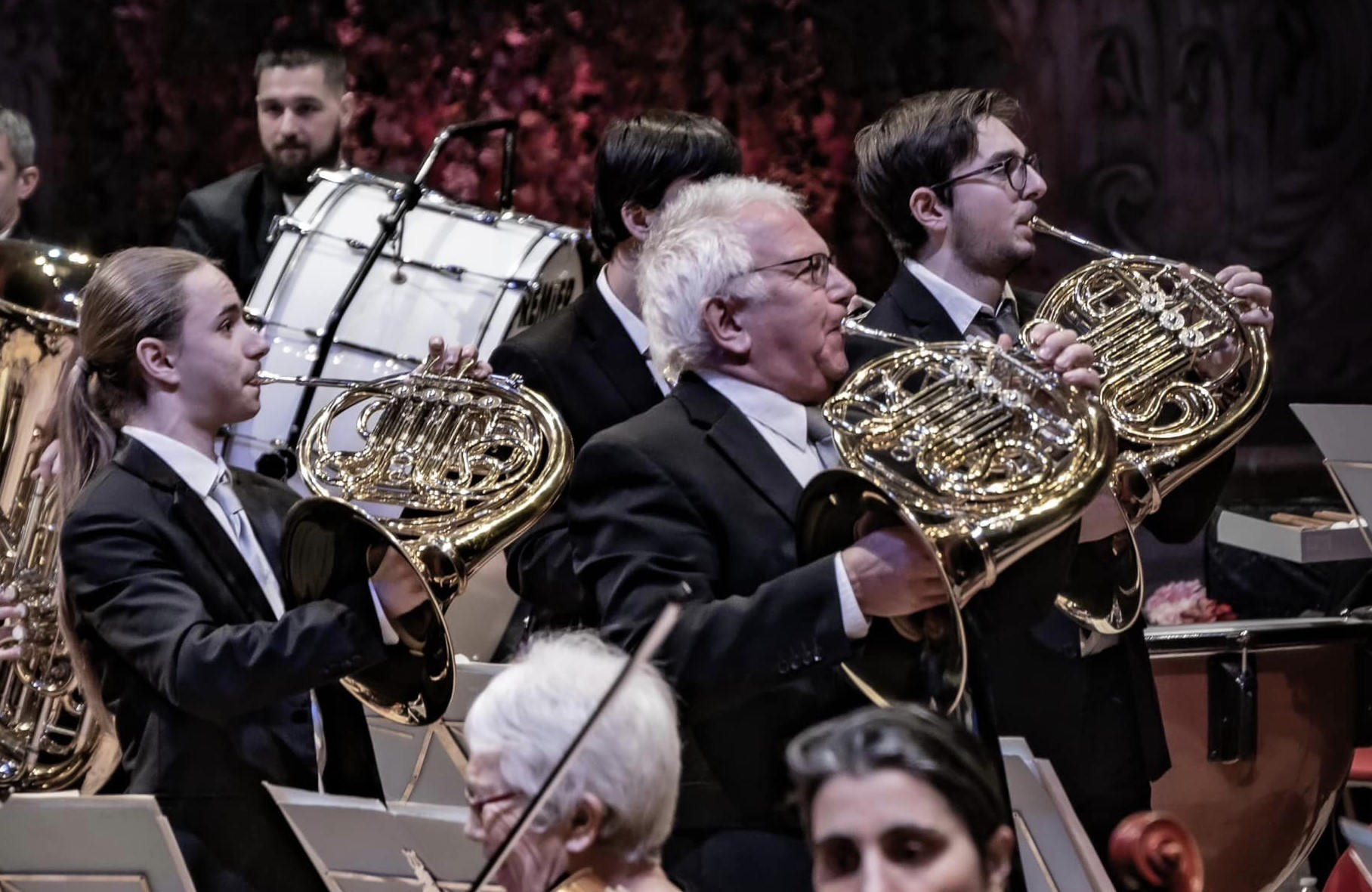
Cornistes de l'Orchestre Philharmonique du Département de l'Oise

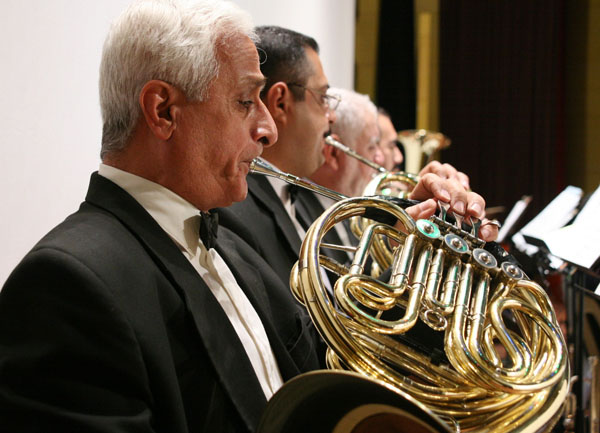
Cornistes de l'Orchestre National d'Iraq

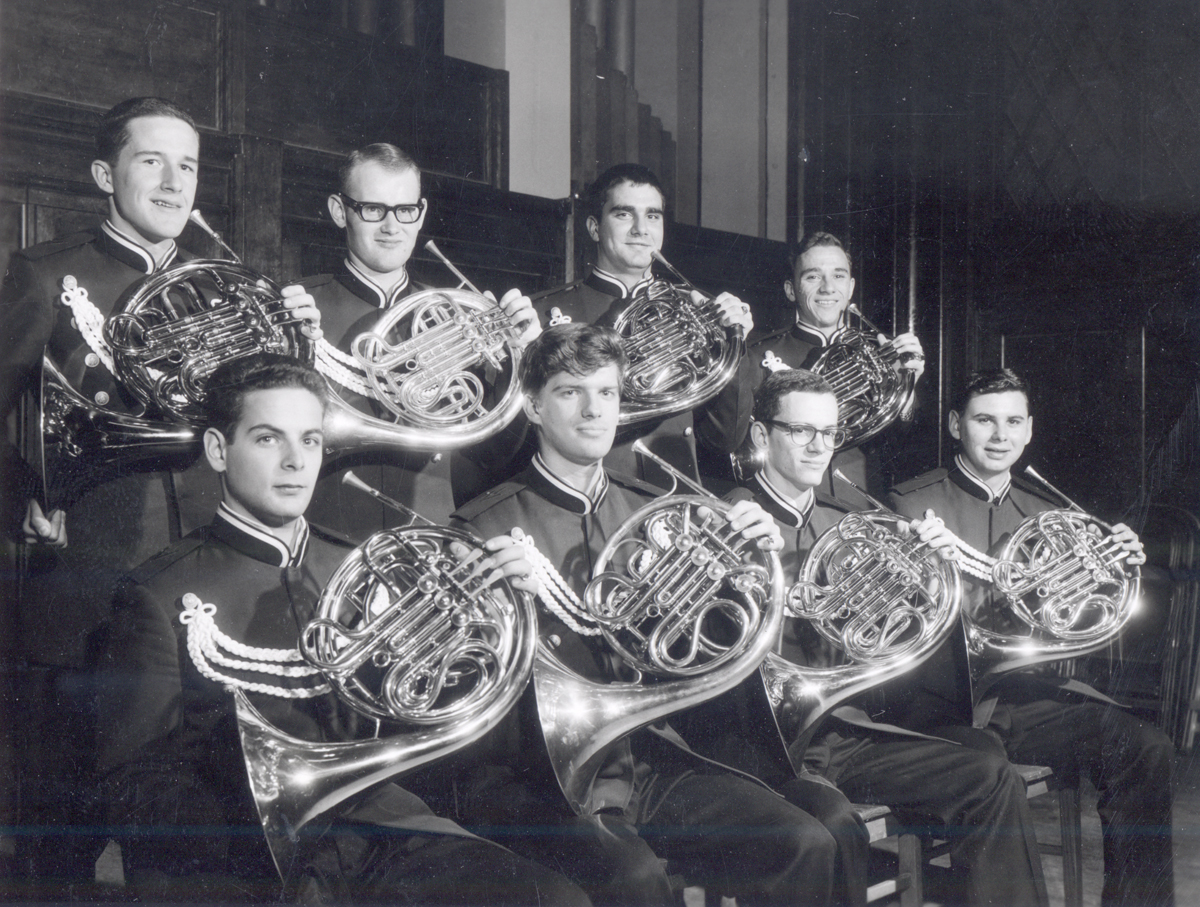
Cornistes de l'Université du Wisconsin en 1964

Un corniste est un musicien jouant du cor,, un instrument de musique à vent de la famille des cuivres. Ce musicien est compétent dans l'utilisation de l'embouchure, le contrôle de la technique de doigté, et la manipulation des pistons ou palettes, selon le type de cor joué. Les cornistes peuvent être intégrés à diverses formations musicales, allant des orchestres symphoniques aux ensembles de musique de chambre.

## Cornistes virtuoses

### Cornistes anciens (Panthéon des cornistes)

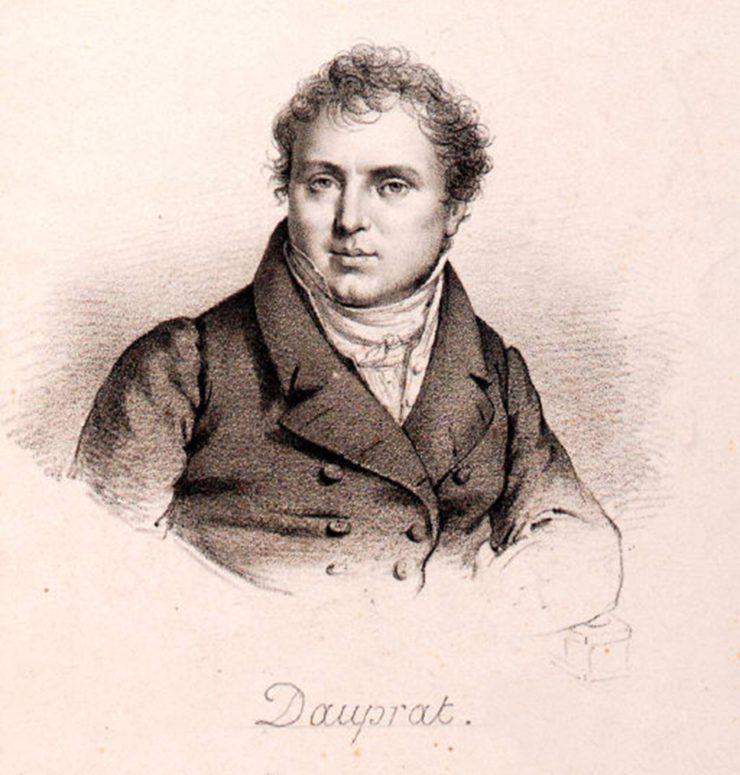
Louis François Dauprat
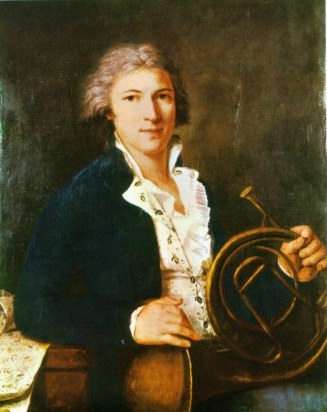
Frédéric Duvernoy
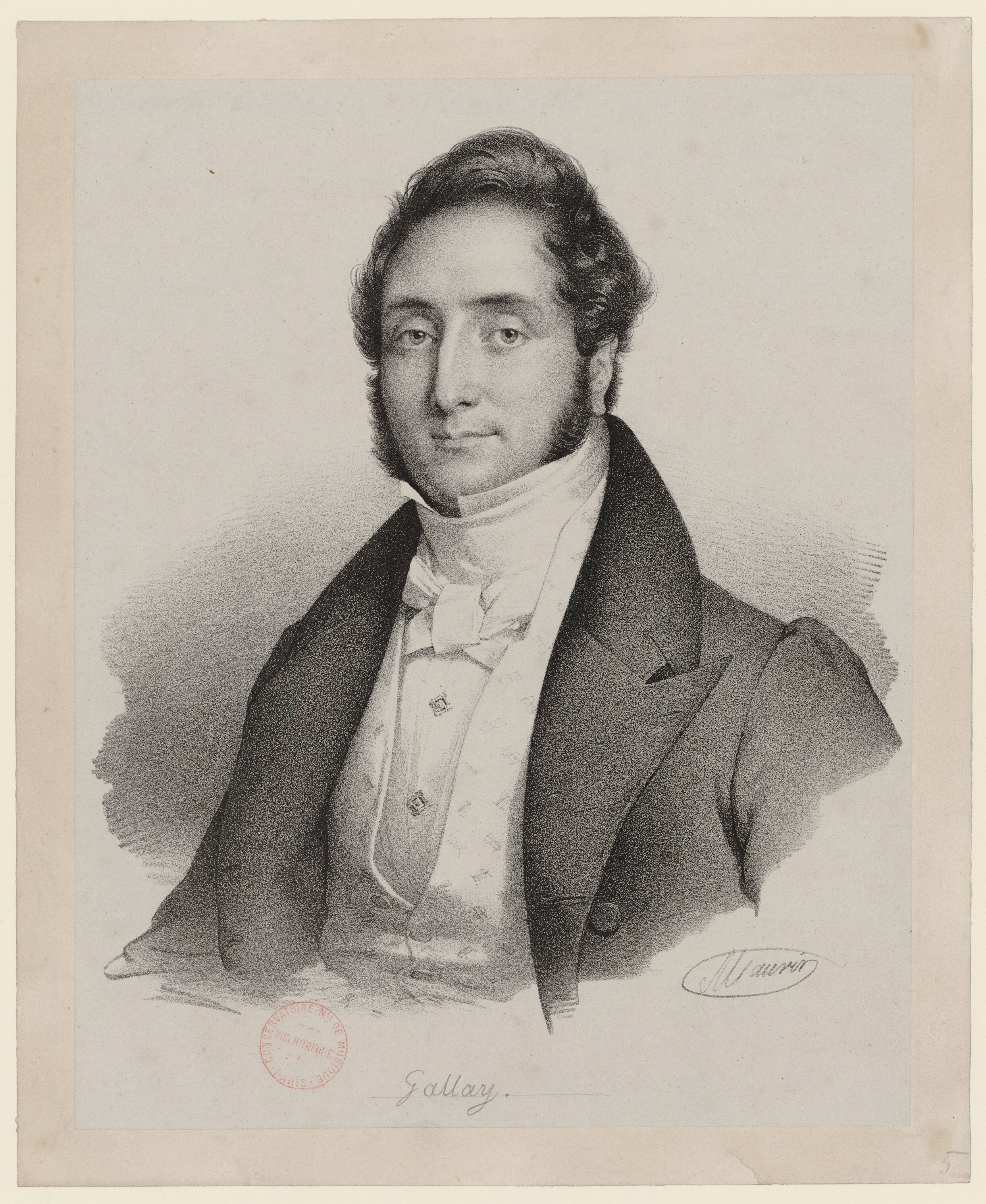
Jacques François Gallay
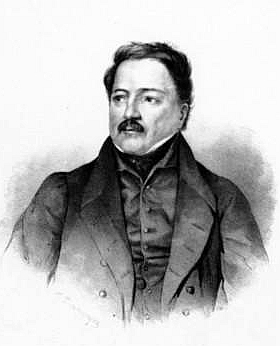
Pierre-Joseph Meifred
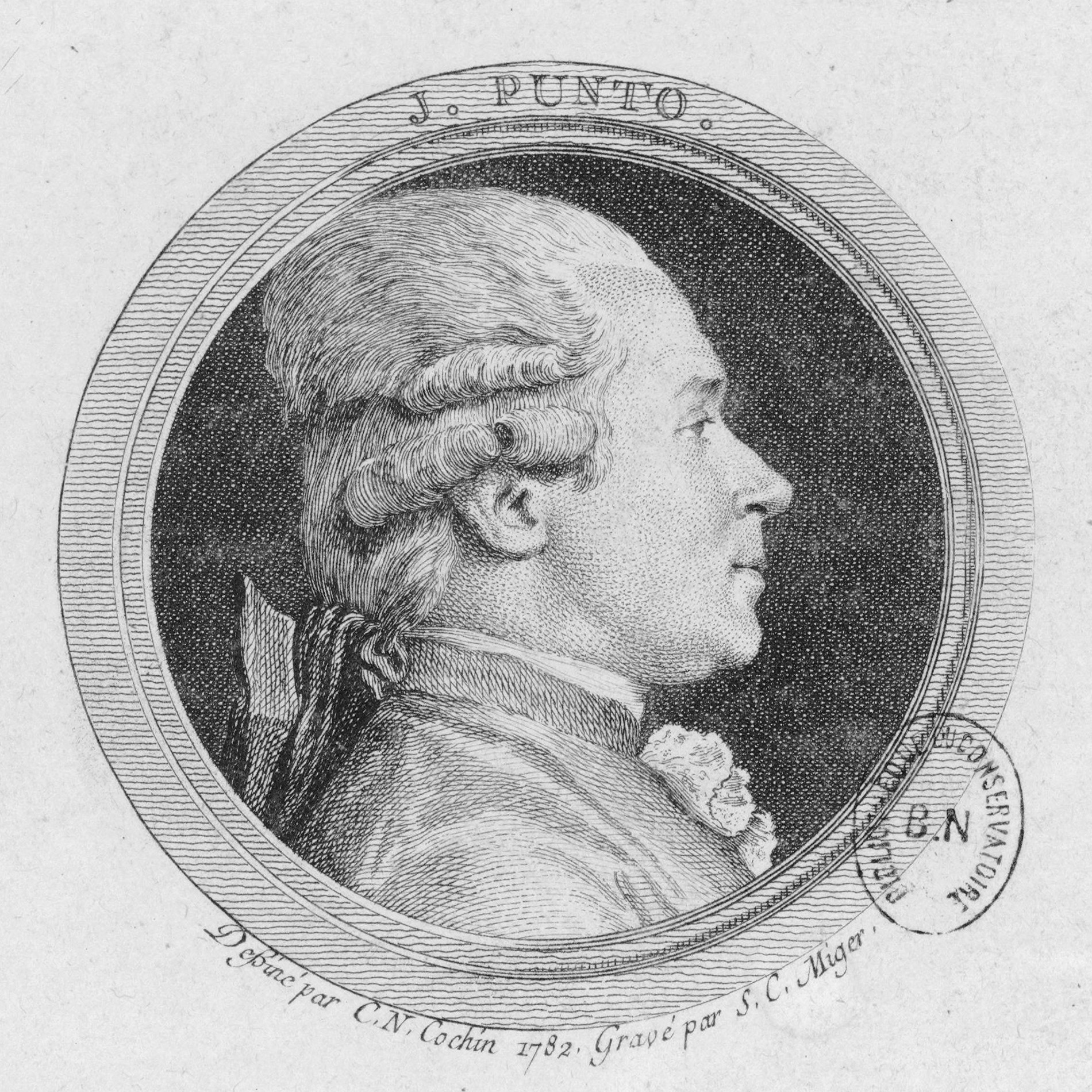
Giovanni Punto

| Nom                                     | Naissance | Décès | Nationalité | Particularité |
| --------------------------------------- | --------- | ----- | ----------- | --- |
| Joseph Leutgeb                          | 1732      | 1811  | Autrichien  | Créa les concertos pour cor de Mozart, ami proche de Mozart, il possédait une boutique de vente de saucisses et jouait du cor. Souvent considéré comme père de tous les cornistes.           |
| Giovanni Punto (né Johann Wenzel Stich) | 1746      | 1803  | Tchèque     | Créa la sonate pour cor et piano de Beethoven, ainsi, probablement, que la symphonie concertante pour instruments à vent et le Troisième concerto pour cor de Mozart.                        |
| Frédéric Duvernoy                       | 1765      | 1838  | Français    | Créateur de la classe de cor au Conservatoire de Paris |
| Heinrich Domnich                        | 1767      | 1844  | Allemand    | Professeur de cor au Conservatoire de Paris en même temps que Duvernoy |
| Louis François Dauprat                  | 1781      | 1868  | Français    | Professeur au Conservatoire de Paris |
| Pierre-Joseph Meifred                   | 1791      | 1867  | Français    | Premier Professeur de cor à pistons au Conservatoire de Paris. La classe de cor à pistons sera supprimée après lui pour ne revenir qu'avec Francois Brémond.                                 |
| Jacques-François Gallay                 | 1795      | 1864  | Français    | Virtuose du cor naturel, soliste à l'Orchestre du Théâtre Italien, et à la Chapelle du Roi. Il succéda à Dauprat comme professeur au Conservatoire de Paris                                  |
| Eduard Constantin Lewy (de)             | 1796      | 1846  | Français    | Élève de Duvernoy, professeur au Conservatoire de Vienne |
| Jean Désiré Montagney Artôt             | 1803      | 1887  | Belge       | Soliste de l'Orchestre royal de Bruxelles, professeur au Conservatoire royal de Bruxelles |
| Donatien Urbin                          | 1809      | 1857  | Français    | Membre de la Société des Concerts du Conservatoire et de l'Orchestre de l'Opéra de Paris, auteur d'une méthode pour le cor à trois pistons                                                   |
| Franz Strauss                           | 1822      | 1905  | Allemand    | Père du compositeur Richard Strauss. Il participa comme soliste à toutes les premières mondiales des opéras de Wagner                                                                        |
| Jean-Baptiste Victor Mohr               | 1823      | 1891  | Français    | Succède à Jacques-Francois Gallay comme professeur de cor (naturel) au Conservatoire de Paris                                                                                                |
| Henri-Jean Garigue                      | 1842      | 1906  | Français    | Premier cor solo à l'opéra de Paris, auteur d'une méthode de cor et considéré comme l'un des meilleurs cornistes de son époque par Camille Saint-Saëns, qui lui a dédicacé la Romance op. 36 |
| François Brémond                        | 1844      | 1925  | Français    | Succède à Jean-Baptiste-Victor Mohr comme professeur de cor (naturel) au Conservatoire de Paris                                                                                              |
| Fernand Reine                           | 1858      | 1941  | Français    | Succède à Francois Brémond comme professeur de cor (à pistons) au Conservatoire de Paris |
| Édouard Vuillermoz                      | 1869      | 1939  | Français    | Succède à Fernand Reine comme professeur de cor au Conservatoire de Paris |
| Jean Devémy                             | 1898      | 1969  | Français    | Succède à Édouard Vuillermoz comme professeur de cor au Conservatoire de Paris |

### Cornistes modernes et contemporains
| Nom                         | Naissance | Nationalité      | Orchestre, ensemble |
| --------------------------- | --------- | ---------------- | --- |
| Jacques Adnet               | 1947      | Français         | Cor solo à l'Orchestre de l'Opéra de Paris pendant près de 40 ans, Professeur de cor au CNSM de Paris, au CRR de paris et au CRR de Boulogne-Billancourt. |
| Alessio Allegrini           | 1972-     | Italien          | Soliste des orchestres de la Fenice et de l'Académie nationale de Sainte-Cécile |
| Radek Baborák               | 1976-     | Tchèque          | Concertiste, Ex-Soliste de l'Orchestre philharmonique de Berlin |
| Georges Barboteu            | 1924-2006 | Français         | Professeur au CNSM de Paris. |
| Radovan Vlatković           | 1962-     | Croate           | Professeur à L’université Mozarteum de Salzbourg. |
| Jean Pierre Berry           | 1968-     | Français         | Cor solo de l'Orchestre de la Suisse Romande. Professeur à la Haute école de Musique de Genève |
| Hermann Baumann             | 1934-2023 | Allemand         | Premier prix de l'ARD en 1964. À ce jour est considéré comme le plus grand corniste, avec Dennis Brain, ayant jamais vécu. |
| Daniel Bourgue              | 1937-2023 | Français         | Cor solo de l’Orchestre de l'Opéra de Paris |
| Aubrey Brain (en)           | 1893-1955 | Britannique      | Soliste de l'Orchestre symphonique de la BBC, Orchestre symphonique de Londres, professeur de la Royal College of Music, le père de Dennis Brain |
| Dennis Brain                | 1921-1957 | Britannique      | Soliste de la Philharmonia de Londres pendant les années 1940 et 50. Disparu dans un accident de voiture. Francis Poulenc lui rendit hommage dans son Élégie pour cor et piano |
| Mikhail Buyanovsky          | 1891-1966 | Russe            | Soliste de l'Orchestre du Théâtre Mariinsky, le père de Vitaly Buyanovsky |
| Vitaly Buyanovsky           | 1928-1993 | Russe            | Soliste de l'Orchestre philharmonique de Saint-Pétersbourg, membre honoraire de la Société Internationale des Cornistes et corniste russe le plus renommé |
| Michel Cantin               | 1950-     | Français         | 1er Cor Super-Soliste de l'Orchestre national de France pendant près de 30 ans |
| André Cazalet               | 1955-     | Français         | Cor solo de l'Orchestre de Paris, professeur de cor au Conservatoire national supérieur de musique de Paris |
| Roger-Luc Chayer            | 1964-     | Franco-canadien  | Cor lyrique. Premier prix de cor (Conservatoire national de Nice 1991) Premier prix de musique de chambre (Conservatoire national de Nice 1985), Opéra de Nice, Orchestre du Capitole de Toulouse, Orchestre régional de Cannes. Seul québécois à détenir un Premier prix de l'école française de cor sous Paul Warin. Médaille Royale octroyée sur ordre de la Reine Élisabeth II en 2012 pour l'ensemble de sa carrière. |
| Alan Civil                  | 1929-1989 | Britannique      | Premier corniste de l'Orchestre de Londres pendant les années 1950 et 60, il joua le fameux solo de For No One de The Beatles |
| Dale Clevenger (en)         | 1940-2022 | Américain        | 1er Cor Super-Soliste de l'Orchestre symphonique de Chicago |
| Peter Damm                  | 1937-     | Allemand         | Orchestre du Gewandhaus de Leipzig, Staatskapelle de Dresde. A marqué par son style de jeu vibré et sa virtuosité. |
| Pierre del Vescovo          | 1929-2021 | Français         | Premier cor solo de l'Orchestre national du Capitole de Toulouse sous l'ère Plasson. |
| Gottfried von Freiberg (de) | 1908-1962 | Autrichien       | Premier corniste de l'Opéra d'État de Vienne, premier corniste soliste de l'orchestre philharmonique de Vienne. Enseignant à l'Académie de musique de Vienne, important défenseur du cor viennois. |
| Robert Freund               | 1932-     | Autrichien       | Philharmonia Hungarica, Niederösterreichisches Tonkünstlerorchester (de), premier corniste soliste à l’Orchestre symphonique de Vienne. Membre du Wiener Bläserquintett. Professeur de cor à l'Université de musique et d'art dramatique de Graz (de) |
| Hervé Joulain               | 1966-     | Français         | A été Super-Soliste de l'Orchestre philharmonique de Radio France, à présent de l'Orchestre national de France ; membre de l'octuor à vent Paris-Bastille, a été professeur au CNSMD de Paris |
| Michel Garcin-Marrou        | 1944-     | Français         | Professeur de cor au CNSMD de Lyon. longtemps cor solo de l'Orchestre de Paris. Référence mondiale du cor naturel avec François Mérand, et a contribué fortement à sa redécouverte. Cette maîtrise de leur instrument leur a valu à tous deux le surnom de "Docteurs du Cor". |
| David Guerrier              | 1984-     | Français         | Trompette solo de l'Orchestre philharmonique de Radio France, Premier prix du Concours international Maurice André à Paris en 2000 (à la trompette) Professeur de cor au CNSMD de Lyon. |
| Ab Koster                   | ?         | Hollandais       | |
| Stefan Dohr                 | 1965–     | Allemand         | 1er Cor solo de l'Orchestre Philharmonique de Berlin depuis 1993, poursuivant parallèlement une carrière de soliste international. Il est considéré comme l'un des plus grands cornistes actuels. |
| Claude Maury                | 1956-     | Belge            | Professeur de cor naturel au CNSMD de Paris |
| Thomas Müller               | 1956-     | Suisse           | Professeur de cor naturel à la Schola Cantorum Basiliensis |
| Takenori Nemoto             | 1969-     | Japonais         | Cor solo des Musiciens du Louvre et de l'Orchestre de Chambre Nouvelle-Aquitaine. Professeur de cor au Conservatoire à Rayonnement Régional de Bordeaux et directeur musical de l'Ensemble Musica Nigella / Pas-de-Calais. |
| Marie-Luise Neunecker       | 1955-     | Allemande        | Soliste et chambriste internationale, professeure à l'Académie de musique Hanns Eisler de Berlin. |
| Francis Orval               | 1944-     | Belgo-américain  | Soliste et chambriste international sur cors moderne et naturel. Professeur honoraire aux États-Unis à l'Université du Delaware et à l'Université des arts de Philadelphie, ainsi qu'en Allemagne à la Hochschule für Musik de Trossingen. |
| Valery Polekh               | 1950-     | Russe            | Cor solo de l'Orchestre du Théâtre Bolchoï au Moscou et membre honoraire de la Société Internationale des Cornistes. A inspiré Reynold Glière, qui lui a dédié ses œuvres pour cor. |
| Gerd Seifert                | 1931-2019 | Allemand         | Cor solo de l'Orchestre philharmonique de Berlin sous l'ère Karajan. |
| Lucien Thévet               | 1914-2007 | Français         | Cor solo à l'orchestre de la Société des Concerts du Conservatoire de 1938 à 1967, Cor solo à l'orchestre de l'Opéra de Paris de 1941 à 1974, Professeur au Conservatoire de Versailles de 1948 à 1981, Membre d'honneur de l'International Horn Society depuis 1978. |
| Barry Tuckwell              | 1931-2020 | Australien       | Il commence sa carrière à 15 ans comme troisième cor au Melbourne Symphony Orchestra, puis à l'Orchestre symphonique de Sydney un an plus tard. À 24 ans il rejoint l'Orchestre symphonique de Londres comme premier cor, duquel il démissionne 13 ans plus tard pour démarrer une carrière de soliste international. À 32 ans il devient professeur de cor à la Royal Academy of Music. Il est le premier président de l'International Horn Society.                                                                           |
| Kerry Turner (en)           | 1960-     | Américain        | Premier Cor à l'orchestre du Luxembourg, premier cor et membre fondateur de l'American Horn Quartet |
| Paul Warin                  | 1942-2019 | Français         | Super-soliste +40 ans à l'Orchestre de l'Opéra de Nice, à l'Orchestre Philharmonique de Nice et professeur de cor au Conservatoire de Nice |
| Julius Watkins              | 1921-1977 | Américain        | Un des premiers cornistes de jazz |
| François Mérand             | 1948-     | Français         | Premier cor solo pendant près de 25 ans à l'Orchestre National de Pays de la Loire. Joue occasionnellement en orchestre ou en soliste dans divers ensembles tels que l'orchestre du Luxembourg, l'Orchestre National d'Auvergne ou encore l'ensemble Stradivaria. A joué un grand rôle, avec Michel Garcin Marou, dans la redécouverte du cor naturel. Une des plus grandes références mondiales dans ce domaine; est corniste au Amsterdam Baroque Orchestra depuis 1988. Professeur au Conservatoire de Nantes jusqu'en 2010. |
| Frøydis Ree Wekre (en)      | 1941      | Norvégienne      | Femme corniste de renommée internationale, membre honoraire de l'International Horn Society depuis 1994. |
| Jean-Pierre Dassonville     | 1963      | Belge            | Premier cor solo au Théâtre Royal de La Monnaie Bruxelles. Premier cor à l'Orchestre des Champs Elysées, Professeur de cor et cor naturel au Conservatoire royal de Bruxelles et à l'académie de Woluwe Saint Lambert. |
| Guelfo Nalli                | 1938-1995 | Italien Argentin | Premier cor solo à l'Orchestre Estable du Teatro Colón de Buenos Aires. Professeur du Conservatoire National de Buenos Aires. Premier cor solo à l'Orchestre Symphonique de la RAI de Turin. Organisateur des Rencontres internationales de cornistes de Supino |
| Sarah Willis                | 1969      | Britannique      | Corniste à l'Orchestre Philharmonique de Berlin, elle est la première femme à intégrer un pupitre de cuivres dans le célèbre orchestre berlinois en 2001. Elle est animatrice de l'émission Sarah's music sur la chaîne de télévision allemande Deutsche Welle et a développé une communauté internationale de cornistes grâce à sa chaîne Youtube Horn Hangout. |

## Associations
Les associations de cornistes existent dans de nombreux pays et la plus ancienne, la Wiener Waldhorn Verein, est créée en 1883 à Vienne. Il existe toutefois une association internationale depuis 1970, l'International Horn Society, basée aux États-Unis.
L'Association Nationale des Cornistes Français, est créé le 21 juin 1976 par Daniel Bourgue, Michel Cantin et Bernard Le Pogam, appelée depuis 1996, Association Française du Cor. Elle est présidée pendant 18 ans par Daniel Bourgue, suivi en 1994 par Michel Garcin-Marrou, puis par Daniel Catalanotti de 2005 à 2010.
En Europe, il existe The British Horn Society au Royaume-Uni, Nederlands Hoornisten Genootschap aux Pays-Bas, Den Danske Valdhornklub au Danemark, Svenska Hornsällskapet en Suède, Suomen Käyrätorviklubin en Finlande, Il Club del Corno en Italie, ainsi que Asociación Española de Amantes de la Trompa en Espagne. Au Japon, on trouve Japan Horn Society et Horn Society en Afrique du Sud.